# Bactris maraja
El cubarro o chascarrá, Bactris maraja, es una especie de planta de la familia de las palmeras (Arecaceae).

## Distribución y hábitat
Es una palma ampliamente distribuida en zonas boscosas desde Costa Rica y Panamá hasta norte de América del Sur (Bolivia, Brasil, Colombia, Ecuador, Guayana Francesa, Guyana, Perú, Surinam y Venezuela). Crece en diferentes tipos de bosques a elevaciones bajas aunque ocasionalmente llega hasta los 1000 m s. n. m.

## Descripción
Cespitosa con 5 a 20 estípites de 2 a 8 m de altura y 3 a 6 cm de diámetro; con espinas aplanadas negras, de 2 a 9 cm de longitud, agrupadas en anillos. Hojas en una vaina de 35 a 55 cm de longitud con espinas amarillas en la base y violáceas en la punta, de 4 cm, que se extienden a los pecíolos, que tienen de 35 a 60 cm de largo. Brotan 5 a 7 hojas con 8 a 37 pares de pinnas de 25 a 55 cm de largo, en grupos de 2 a 7, insertas en varios planos, de foliólos ahusados, con pequeños aguijones en el margen. Raquis de 75 cm a 2,1 m de longitud, con guijones negros y aplanados de hasta 7 cm.
Inflorescencia interfoliar, con bráctea peduncular de 20 a 65 cm de longitud, con aguijones finos de hasta 1,5 a 2 cm, pedúnculo de 25 a 45 cm y raquis de 6,5 a 12 de largo, con 6 a 30 raquilas de 15 a 25 cm de longitud por 1 a 2 mm de diámetro, cubiertas de florecitas estaminadas de 3,5 mm y pestiladas de 2,5 a 3 mm de largo.
Los frutos son drupas globosas de 1,5 a 2 cm de diámetro, con cubierta exterior negra violácea cuando están maduros y mesocarpo blancuzco comestible. Semilla negra globosa de 0,8 a 1 cm de diámetro.

## Taxonomía
Bactris maraja fue descrita por Carl Friedrich Philipp von Martius y publicado en Historia Naturalis Palmarum 2(4): 93, t. 71, f. 1. 1826.
Etimología
Ver: Bactris
Variedades
- Bactris maraja var. chaetospatha (Mart.) A.J.Hend. (1995).
- Bactris maraja var. juruensis (Trail) A.J.Hend. (1995).
- Bactris maraja var. maraja
- Bactris maraja var. trichospatha (Trail) A.J.Hend. (2000).

Sinonimia
Bactris actinoneura Drude & Trail ex. Drude
Bactris armata Barb. Rodr.
Bactris bella Burret
Bactris brongniartii Mart.
Bactris bujigata Burret
Bactris chaetosphata Mart.
Bactris chlorocarpa Burret
Bactris erostrata Burret
Bactris juruensis Trail
Bactris pallidispina Mart.
Bactris piscatorum Weddel ex drude
Bactris stictacantha Burret
Gulielma ternera Karst.
Pyrenoglyphis maraja (Mart.) Burret.

## Nombres comunes
- chontilla (Bolivia)
- marajá (Brasil)
- corozo, uvita, uvita de lata, tamaquita (costa Caribe) (Colombia)
- uvita (Panamá)
- ñeja, (Perú)
- piritu (Surinam)
- piritu, uva de montaña, cubarro (Venezuela)[2]